# Cliff Murray
Clifford Alson Murray, detto Cliff (Elkhart, 26 ottobre 1928 – Mishawaka, 14 agosto 2018), è stato un cestista statunitense.

## Carriera
Con gli Stati Uniti ha disputato i Giochi panamericani di Buenos Aires 1951, vincendo la medaglia d'oro.